# La Chapelle-Agnon
La Chapelle-Agnon è un comune francese di 394 abitanti situato nel dipartimento del Puy-de-Dôme nella regione dell'Alvernia-Rodano-Alpi.

## Società

### Evoluzione demografica
Abitanti censiti